# Ізвориште
І́звориште (болг. Изворище) — село в Бургаській області Болгарії. Входить до складу громади Бургас.

## Населення
За даними перепису населення 2011 року у селі проживали 389 осіб.
Національний склад населення села:
| Національність   | Кількість осіб | Відсоток |
| ---------------- | -------------- | -------- |
| турки            | 312            | 81,5%    |
| болгари          | 66             | 17,2%    |
| цигани           | 3              | 0,8%     |
| Всього відповіли | 383            |          |

Розподіл населення за віком у 2011 році:
Динаміка населення: